# Geometria conforme

Una griglia e la sua immagine lungo una mappa conforme: le curve sono distorte ma restano ortogonali (gli angoli sono preservati).

In matematica, la geometria conforme è la geometria delle trasformazioni del piano che lasciano invariati gli angoli. In due dimensioni reali, la geometria conforme è precisamente la geometria della superficie di Riemann. Nel caso di più dimensioni si può riferire allo studio delle funzioni di trasformazione conforme di spazi piatti (come lo spazio euclideo o le sfere), o, più comunemente, allo studio delle varietà riemanniane o pseudo-riemanniane dotate di metriche in relazione tra loro mediante una trasformazione conforme (varietà conformi). Lo studio delle varietà piatte a volte è chiamata anche geometria di Möbius, ed è una tipologia di geometria di Klein. Lo studio della geometria conforme ha numerose implicazioni nella fisica teorica e nella cosmologia.

## Varietà conformi
Un gruppo di varietà si dicono conformi se sono varietà riemanniane o pseudo-riemanniano dotate di tensori metrici tra loro equivalenti, ossia tali per cui, indicando con {\displaystyle g} e {\displaystyle h} due di queste metriche
{\displaystyle h=\lambda ^{2}g,}
dove {\displaystyle \lambda } è una funzione liscia reale definita sulle varietà e chiamata fattore conforme. La classe di equivalenza costituita da tali metriche è nota come metrica conforme o classe conforme, che può essere considerata come una singola metrica definita a meno di un fattore conforme. Ciò consente la trattazione di un problema matematico relativo a una varietà selezionando una comoda metrica dalla classe conforme e applicando ad essa solo operazioni "conformemente invarianti" per arrivare alla soluzione.
Una varietà si definisce conformemente piatta se esiste una metrica piatta che la rappresenta, ossia se è conforme a una varietà piatta, la cui curvatura è nulla.